# Банджи, Са
Са Банджи (кор. 사방지, 舍方知) — корейский интерсекс-человек, живший в период династии Чосон.

## Биография

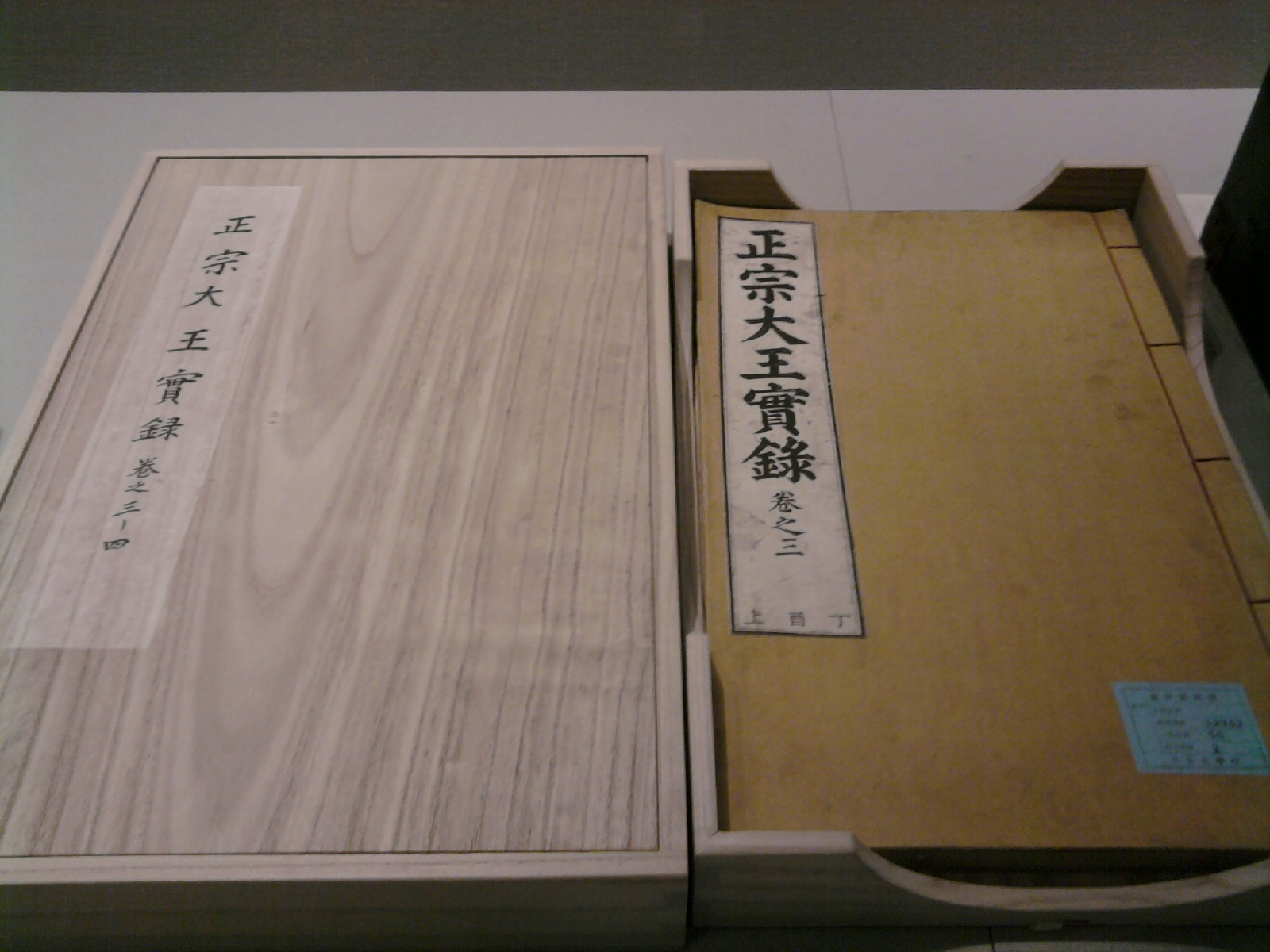
Анналы династии Чосон

У Са Банджи была гипоспадия, из-за чего при рождении его посчитали девочкой. Са Банджи практиковал интимные отношения с вдовами и бхикшуни. В 1462 году в «Анналах династии Чосон» записано, что у раба Са Банджи был роман с овдовевшей аристократкой.

## В культуре
В 1988 в Южной Корее был снят фильм «Sa Bangji», основанный на жизни Са Банджи.